# 809 (číslo)
Osm set devět je přirozené číslo. Následuje po čísle osm set osm a předchází číslu osm set deset. Římskými číslicemi se zapisuje DCCCIX a řeckými číslicemi ωθ.

## Matematika
809 je:
- Deficientní číslo
- Prvočíslo Sophie Germainové
- Nešťastné číslo

## Astronomie
- (809) Lundia je binární planetka hlavního pásu, kterou objevil v roce 1915 Max Wolf

## Roky
- 809
- 809 př. n. l.